# Devs (phim truyền hình ngắn tập)
Devs là một bộ phim truyền hình kinh dị của Mỹ được tạo ra, viết và đạo diễn bởi Alex Garland, được công chiếu vào ngày 5 tháng 3 năm 2020, trên Hulu.

## Tiền đề
Devs tập trung vào Lily Chan (Sonoya Mizuno), một kỹ sư máy tính đang điều tra một công ty điện toán lượng tử tên là Amaya, do Forest (Nick Offerman) điều hành. Cô tin rằng công ty này chịu trách nhiệm cho sự mất tích của bạn trai.

## Diễn viên và nhân vật

### Chủ yếu
- Sonoya Mizuno trong vai Lily Chan, một kỹ sư máy tính
- Nick Offerman trong vai Forest, CEO của Amaya
- Jin Ha trong vai Jamie, chuyên gia an ninh mạng và bạn trai cũ của Lily.
- Zach Grenier trong vai Kenton, người đứng đầu an ninh tại Amaya
- Cailee Spaeny như Lyndon
- Stephen McKinley Henderson trong vai Stewart
- Karl Glusman trong vai Sergei
- Alison Pill trong vai Katie

### Định kỳ
- Janet Mock trong vai thượng nghị sĩ Laine

## Tập
1. Không.
2. Tiêu đề được đạo diễn bởi văn bản của ngày phát hành gốc
3. 1 "Tập 1" Alex Vòng hoa Alex Vòng hoa ngày 5 tháng 3 năm 2020

Lily và bạn trai Sergei là nhân viên của công ty công nghệ Amaya. Sau khi Sergei và nhóm của anh trình diễn dự án của họ về dự đoán hành vi động vật với Forest, CEO của Amaya và Katie, một nhân viên cấp cao, Forest trao cho Sergei một vị trí trong nhóm Devs bí mật của Amaya. Sergei được Forest chỉ cho phòng thí nghiệm của sư đoàn, người ảo tưởng khi Sergei đặt câu hỏi về vai trò của mình ở đó và chỉ đơn giản nói với anh ta rằng những gì anh ta nên làm sẽ trở nên rõ ràng. Mã Sergi thấy anh ta bị sốc, thúc đẩy anh ta nói một cách khó tin rằng nó thay đổi mọi thứ, và sau đó anh ta lén lút ghi lại mã bằng đồng hồ đeo tay của mình. Khi Sergei rời khỏi tòa nhà Devs tối hôm đó, Forest đối mặt với anh ta về việc đánh cắp mật mã, và mặc dù anh ta nói rằng anh ta tha thứ cho Sergei vì những hành động mà anh ta tin là không thể tránh khỏi, anh ta có Kenton, người đứng đầu an ninh Amaya, khiến Sergei chết vì túi nhựa sau khi anh ta cố gắng chạy trốn. Lily, lo lắng rằng Sergei chưa về nhà, báo cáo sự mất tích của anh ta cho Kenton và Forest. Họ cho thấy cảnh quay Lily xuất hiện để cho thấy Sergei đi ra khỏi tòa nhà và ra khỏi khuôn viên công ty. Không tin tưởng, Lily tải xuống bản sao lưu điện thoại của Sergei từ đám mây và phát hiện ra một chương trình đáng ngờ được ngụy trang thành Sudoku, một trò chơi mà Sergei không thích và được bảo vệ bằng mật khẩu. Để giúp cô bẻ khóa mật khẩu trước quá nhiều lần truy cập để xóa dữ liệu, cô đã liên lạc với bạn trai cũ Jamie, người mà cô đã chia tay hai năm trước ngay sau khi bắt đầu công việc tại Amaya. Jamie, buồn vì sự đối xử xa vời của Lily đối với anh ta sau khi họ chia tay, từ chối giúp đỡ. Jen, bạn của Lily, khẩn trương triệu tập cô ấy để làm việc vào sáng hôm sau, nơi Forest và Kenton chiếu cảnh quay thêm Sergei tự tử bằng cách tự thiêu. Lily chạy đến vị trí nhìn thấy trong đoạn phim, cơ sở của một bức tượng khổng lồ của một cô bé trên sân Amaya, và bắt đầu khóc và than van khi nhìn thấy xác chết trên mặt đất.
2 "Tập 2" Alex Vòng hoa Alex Vòng hoa ngày 5 tháng 3 năm 2020
3 "Tập 3" Alex Vòng hoa Alex Vòng hoa ngày 12 tháng 3 năm 2020
4 "Tập 4" Alex Vòng hoa Alex Vòng hoa ngày 19 tháng 3 năm 2020
5 "Tập 5" Alex Vòng hoa Alex Vòng hoa ngày 26 tháng 3 năm 2020
6 "Tập 6" Alex Vòng hoa Alex Vòng hoa ngày 2 tháng 4 năm 2020
7 TBA TBA Alex Vòng hoa ngày 9 tháng 4 năm 2020
8 TBA TBA Alex Vòng hoa ngày 16 tháng 4 năm 2020

## Sản xuất
Vào ngày 13 tháng 3 năm 2018, FX đã thông báo cho đơn đặt hàng sản xuất. Phi công được viết bởi Alex Garland, người cũng đạo diễn và điều hành sản xuất tập phim này. Vào ngày 23 tháng 7 năm 2018, Rob Hardy đã đề cập trong một cuộc phỏng vấn rằng ông sẽ phục vụ như là nhà quay phim cho loạt phim.
Garland xuất hiện tại New York Comic Con và giải thích lý do của mình đằng sau việc tạo ra bộ truyện: "Tôi đọc nhiều về khoa học hơn bất cứ điều gì khác, và nó bắt đầu với hai điều. Một người đã hiểu ý tôi về nguyên tắc quyết định này, về cơ bản nói rằng mọi thứ xảy ra trên thế giới đều dựa trên nguyên nhân và kết quả. . . Điều đó có tất cả các loại ý nghĩa đối với chúng tôi. Một là nó sẽ lấy đi ý chí tự do, nhưng thứ hai là nếu bạn ở một máy tính đủ mạnh, bạn có thể sử dụng tính quyết định để dự đoán tương lai và hiểu về quá khứ. Nếu bạn làm sáng tỏ mọi thứ về bạn, về chi tiết cụ thể của bạn tại sao bạn thích một tách cà phê hơn trà... thì năm giây trước khi bạn nói bạn muốn uống một tách cà phê, bạn sẽ có thể dự đoán bạn sẽ hỏi cho nó. "  Vào tháng 11 năm 2019, nó đã được thông báo rằng chương trình sẽ ra mắt trên Hulu thay vì FX, như một phần của "FX trên Hulu". Vào ngày 9 tháng 1 năm 2020, nó đã được thông báo rằng bộ phim sẽ ra mắt vào ngày 5 tháng 3 năm 2020.
Bên cạnh thông báo đặt hàng loạt, đã xác nhận rằng Sonoya Mizuno, Nick Offerman, Jin Ha, Zach Grenier, Stephen McKinley Henderson, Cailee Spaeny và Alison Pill đã được chọn vào vai chính của loạt phim.

## Giải phóng
Trên Rotten Tomatoes, bộ truyện có tỷ lệ 81% với điểm trung bình 7,79 trên 10 dựa trên 54 đánh giá. Sự đồng thuận quan trọng của trang này là: "Một kiểu thiền đẹp ám ảnh về loài người, việc giải thoát chậm ' Devs có thể kiểm tra một số người xem  [sic] kiên nhẫn, nhưng những người hâm mộ tài năng số một của Alex Garland sẽ tìm thấy nhiều thứ để nhai. "  Trên Metacritic, nó có số điểm 72 trên 100 dựa trên 29 đánh giá, cho biết "đánh giá chung có lợi".